# 누에바 올라
누에바 올라(스페인어: Nueva ola, 발음: ['nwe βa 'o la]→뉴 웨이브; 새로운 물결)는 느슨히 연결되어 있는 음악가로 주로 스페인어를 사용하는 남아메리카에서 활동하였으며, 1950년대와 1960년대의 로크롤을 연주하였으며, 다른 미국이나 유럽의 음악을 가져왔다. 누에바 올라는 보통 이름을 영어로 지었으며, 미국이나 유럽에서 이미 인기가 있는 노래를 녹음하여 발매하였다. 예술 운동 이상의 가치가 있는 누에바 올라는 남아메리카에서의 청년 문화와 팝 음악의 시작을 알린다는 경제적, 사회적 현상이었다.
누에바 올라와 관련된 예술가들은 1960년대에 최고의 인기를 누렸다. 누에바 올라 음악은 누에바 칸시온과 동시대에 유행했는데 누에바 올라와 함께 1980년대에 유명해진 로크 엔 에스파뇰(Rock en español)의 전조 현상이 되기도 하였다. 이후 90년대에는 칠레에서 누에바 올라가 부흥하기도 하였다.